# Escoussans
Escoussans (okzitanisch Escossan) ist eine französische Gemeinde mit 276 Einwohnern (Stand: 1. Januar 2022) im Département Gironde in der Region Nouvelle-Aquitaine (vor 2016 Aquitaine). Sie gehört zum Arrondissement Langon und zum Kanton L’Entre-deux-Mers. Die Einwohner werden Escoussanais genannt.

## Geographie
Escoussans liegt im Weinbaugebiet Entre deux mers am Flüsschen Euille, etwa 32 Kilometer ostsüdöstlich von Bordeaux und 20 Kilometer nördlich von Langon. Umgeben wird Escoussans von den Nachbargemeinden Soulignac im Westen Norden, Ladaux im Nordosten, Porte-de-Benauge im Osten und Süden, Omet im Süden, Laroque im Süden und Südwesten sowie Rions im Südwesten und Westen.

## Bevölkerungsentwicklung
| Jahr                       | 1962 | 1968 | 1975 | 1982 | 1990 | 1999 | 2007 | 2020 |
| Einwohner                  | 288  | 247  | 243  | 260  | 262  | 244  | 270  | 283  |
| Quellen: Cassini und INSEE |      |      |      |      |      |      |      |      |

## Sehenswürdigkeiten
- Kirche Saint-Seurin-Saint-Roch aus dem 12. Jahrhundert
- Taubenturm aus dem 18. Jahrhundert
- Herrenhaus der Komtur von Saint-Vincent aus dem 16. Jahrhundert
- Mühle von Balaurin aus dem 14. Jahrhundert

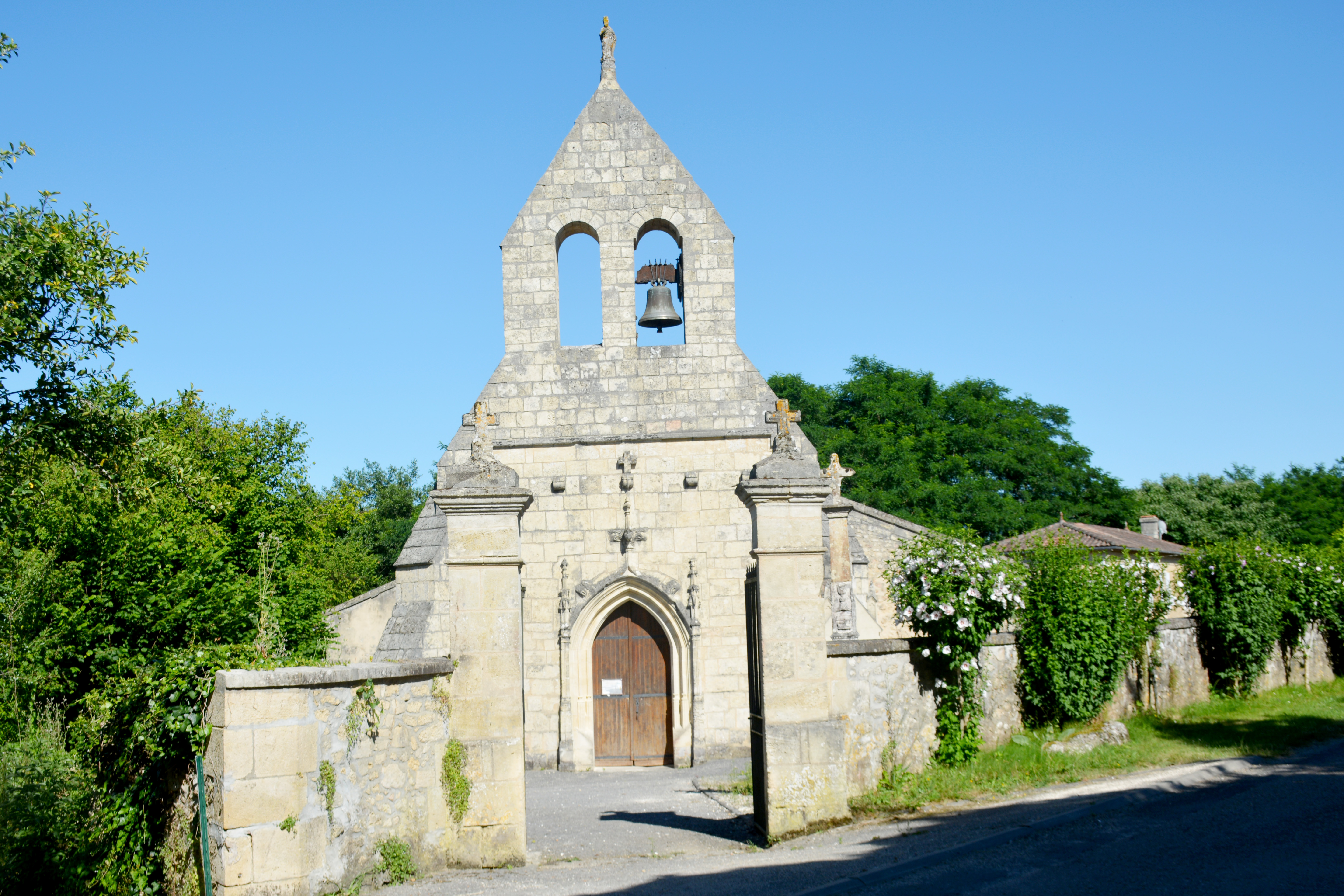
Kirche Saint-Seurin-et-Saint-Roch
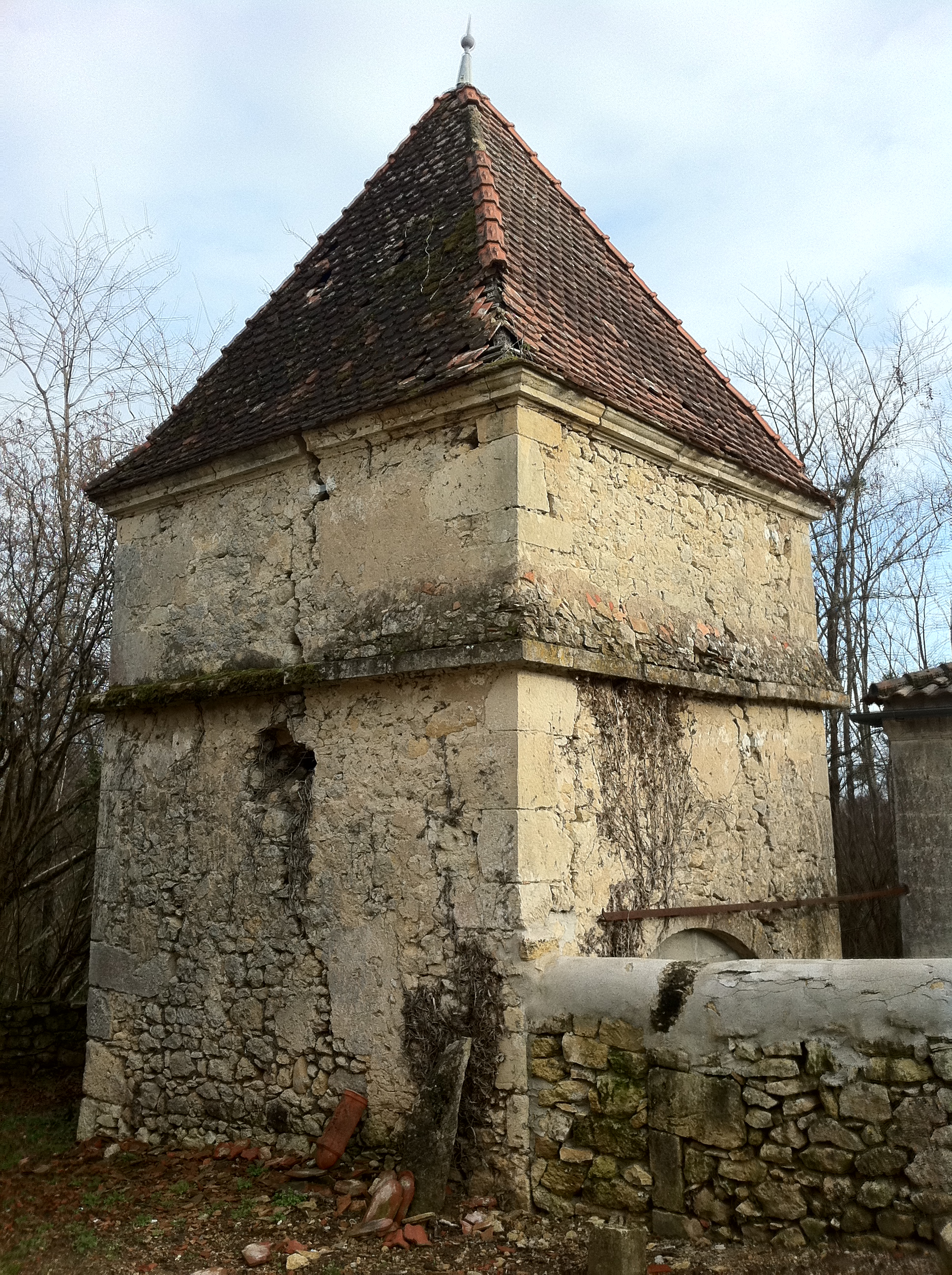
Taubenturm